# Kongens Enghave
 For alternative betydninger, se Kongens Enghave (flertydig). (Se også artikler, som begynder med Kongens Enghave)
Kongens Enghave er en funktionel bydel i København med 32.100 (2023) indbyggere. Tidligere var det også en administrativ bydel, men fra 1. januar 2007 har Kongens Enghave været en del af den administrative bydel Vesterbro/Kongens Enghave.[kilde mangler] Bydelen har postnummer 2450 København SV. I Kongens Enghave ligger Carlsberg Station (tidligere Enghave Station), Sydhavn Station og Sjælør Station. Området er hjemstedet for mange af Københavns almene boliger samt store kontordomiciler og nybyggeri ved havneområderne.